# Sinodul de la Ierusalim
Sinodul de la Ierusalim a fost un conciliu al bisericilor ortodoxe, care  a avut loc în 1672.
Acest conciliu a stabilit canonul Bibliei pentru bisericile ortodoxe, fiind astfel analogul Conciliului Tridentin din Biserica Catolică, care avusese loc între 1545 și 1563. Sinodul de la Ierusalim a aprobat același canon al Noului Testament ca cel catolic, dar a aprobat un canon diferit în ce privește Vechiul Testament.